# 岩切車站
岩切車站（日语：／ Iwakiri eki */?）是一由東日本旅客鐵道（JR東日本）所經營的鐵路車站，位於日本宮城縣仙台市宮城野區岩切字洞之口（洞ノ口）。岩切車站是東北本線沿線車站之一，也是東北本線通往利府的支線、利府線與本線的分歧點。車站位於JR東日本仙台分社管轄範圍內，在JR系統的特定都區市內制度中，在購買長途車票時，岩切車站是被視為「仙台市內」的一部份。

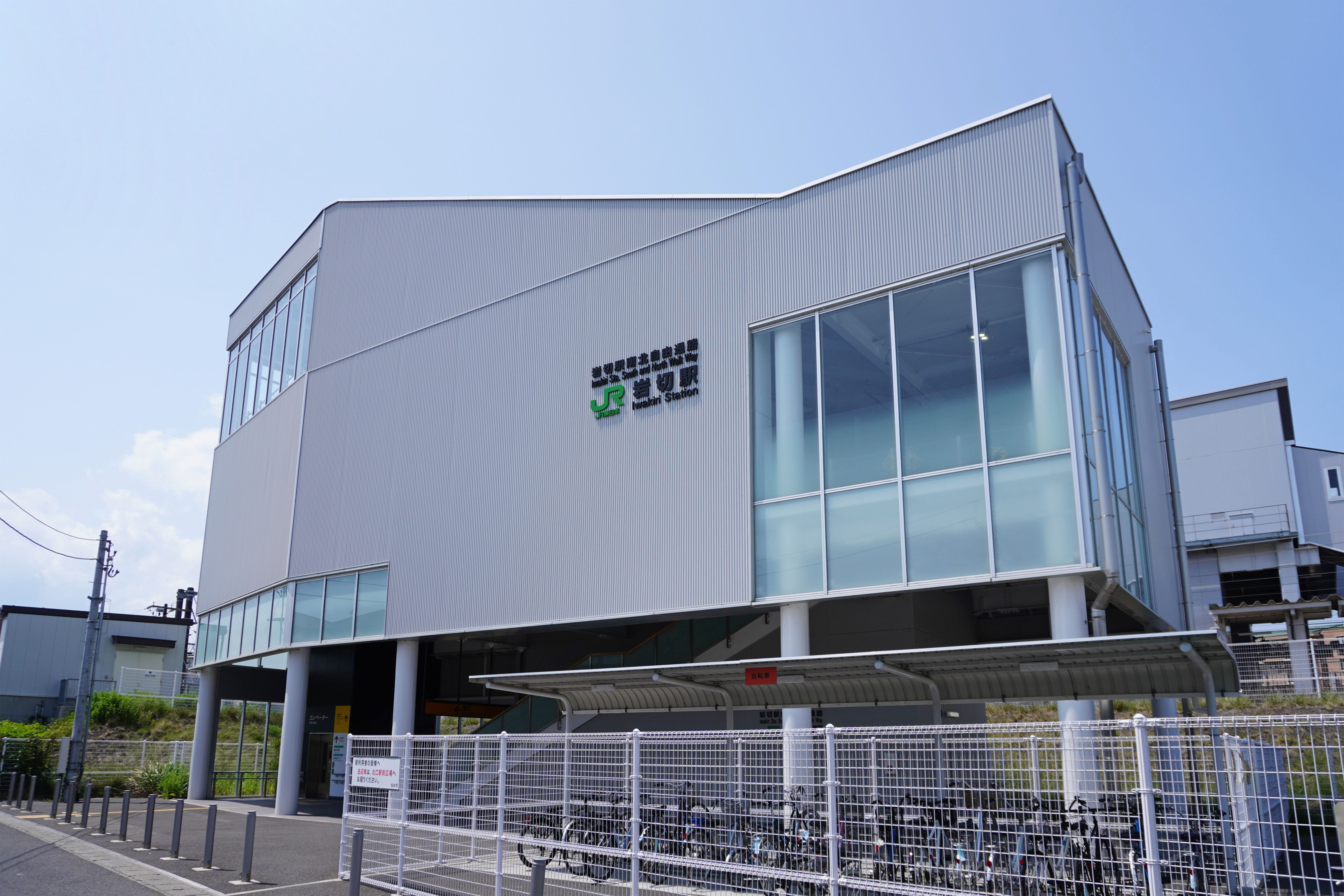
南口（2023年5月）

## 車站結構

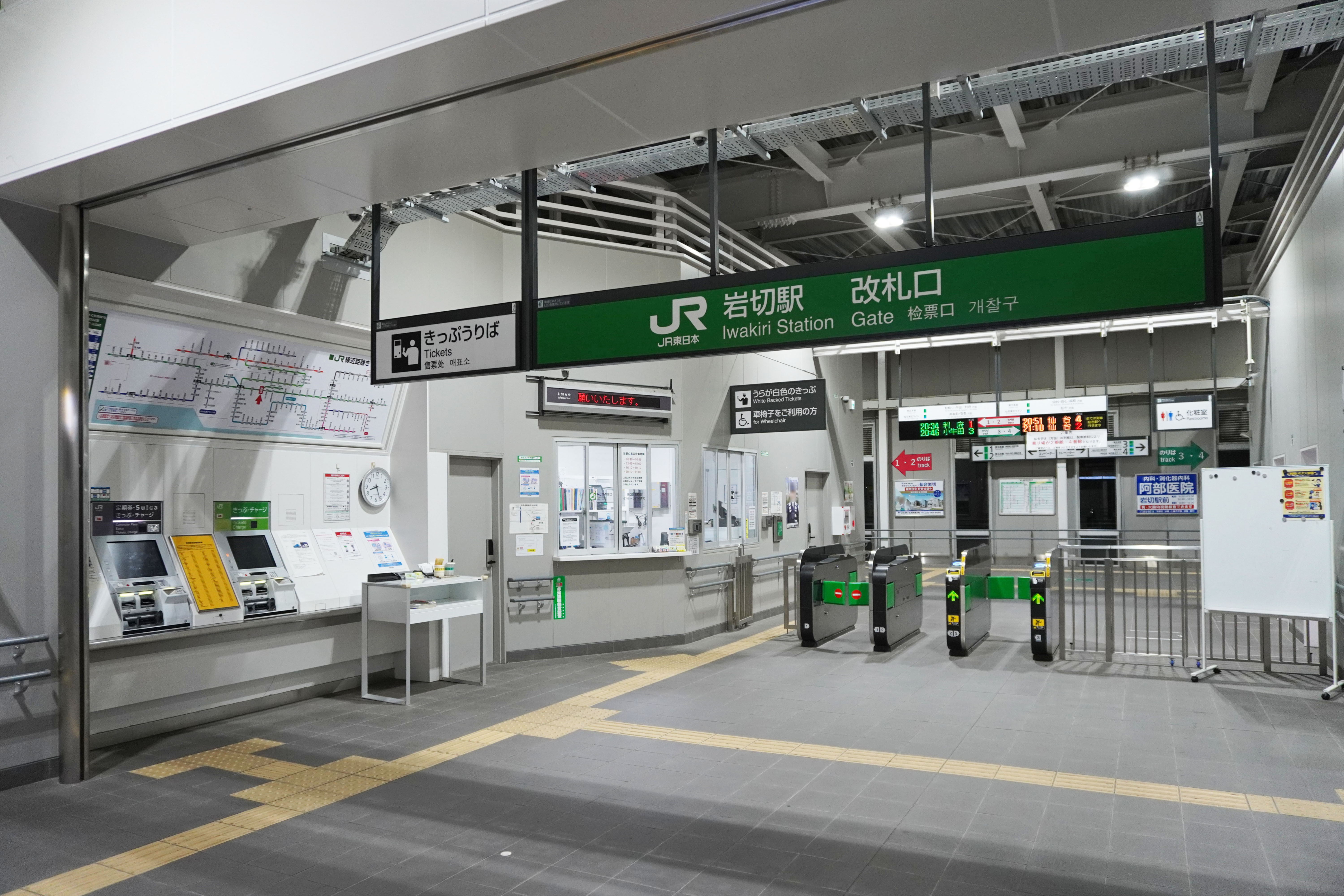
檢票口（2023年5月）

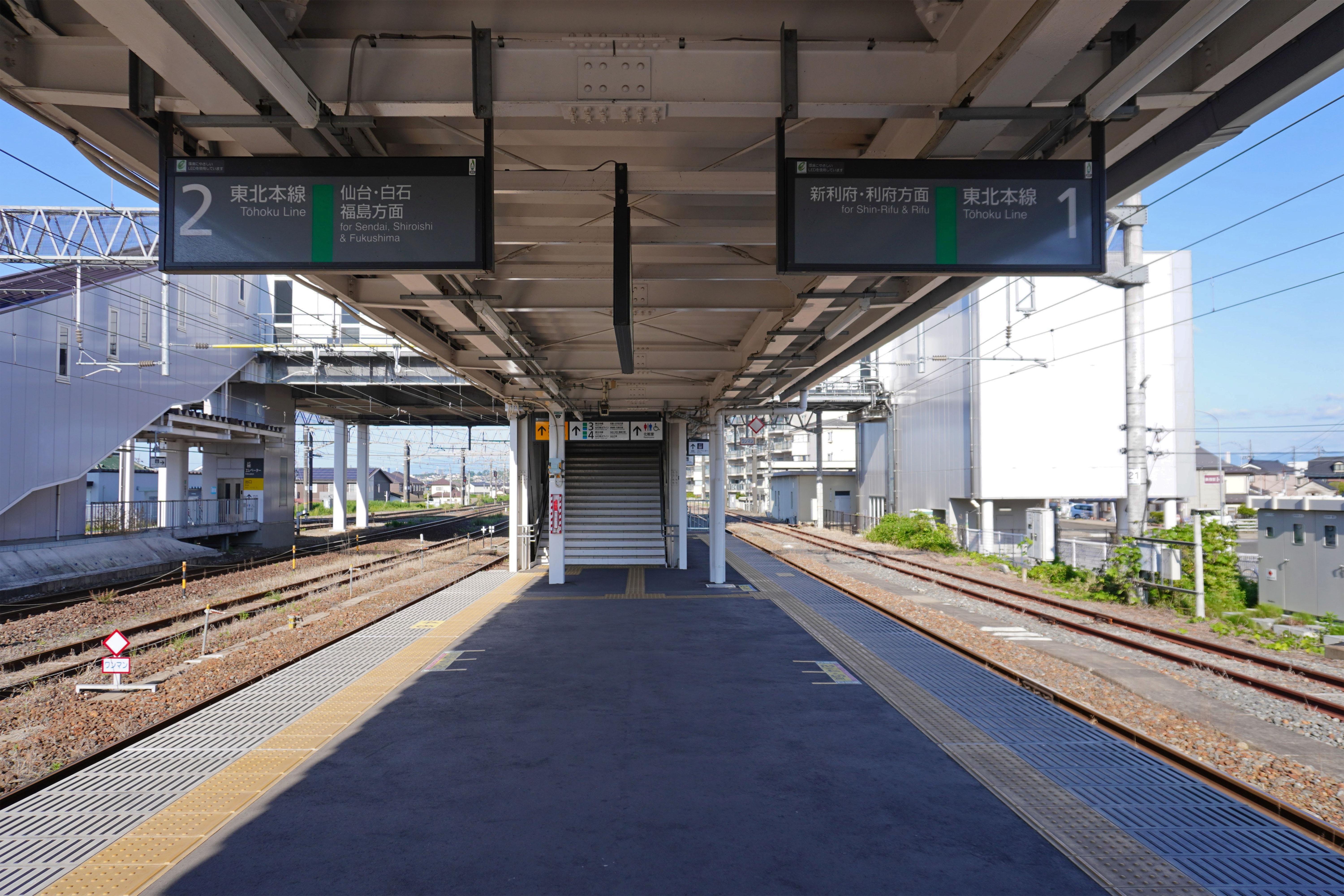
1號與2號月台（2023年6月）

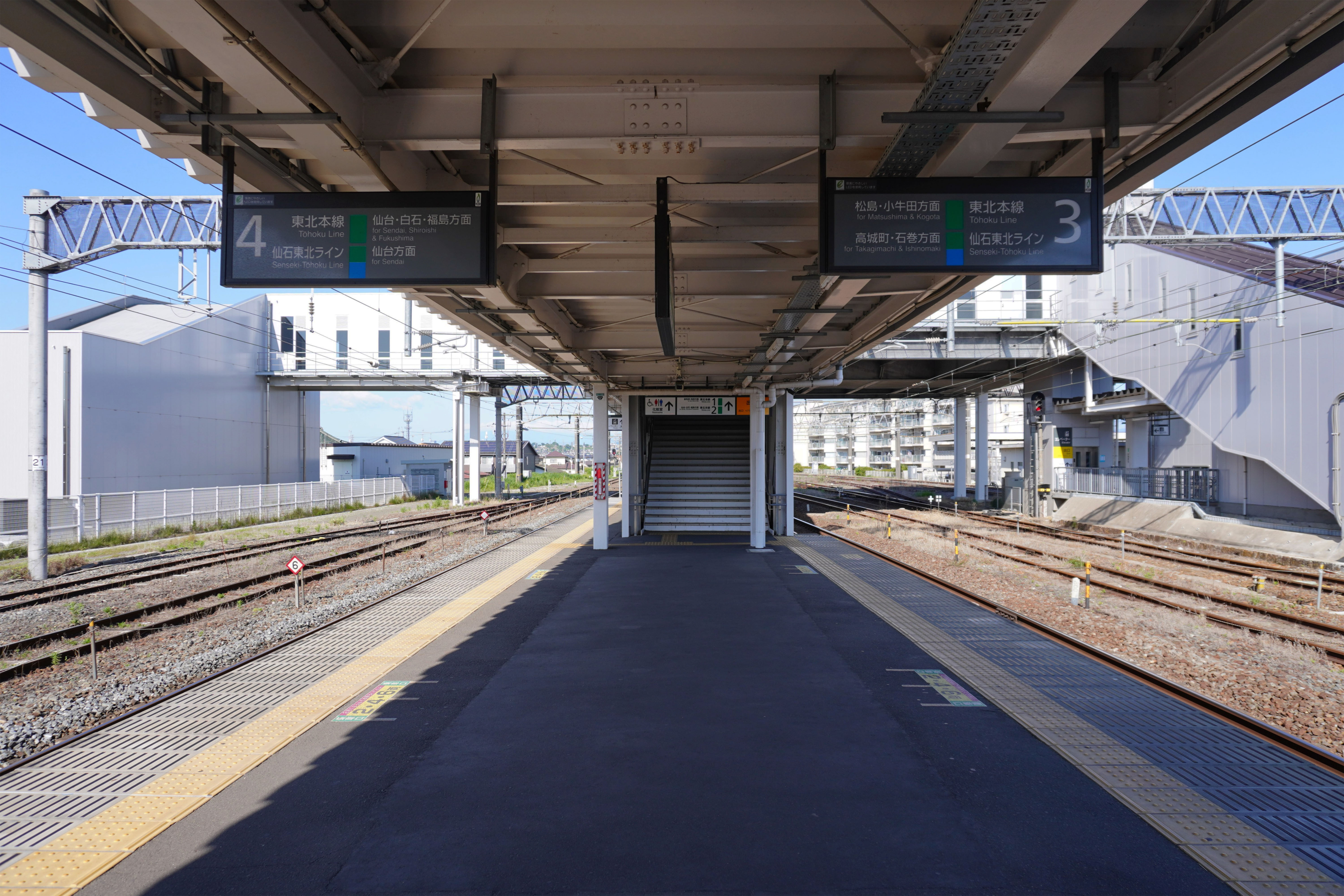
3號與4號月台（2023年6月）

島式月台2面4線的地面車站。各月台以地下通道連接。

### 月台配置
| 月台 | 路線                          | 方向 | 目的地           | 備註                   |
| ---- | ----------------------------- | ---- | ---------------- | ---------------------- |
| 1    | ■東北本線（利府線）           | 下行 | 利府方向         |                        |
| 2    | ■東北本線（利府線）           | 上行 | 仙台、岩沼方向   | 從利府開出的列車直通   |
| 3    | ■東北本線（利府線）           | 下行 | 鹽釜、小牛田方向 |                        |
| 3    | ■仙石東北線                   | 下行 | 石卷方向         |                        |
| 4    | ■東北本線 （包括■仙石東北線） | 上行 | 仙台、岩沼方向   | 小牛田、石卷開出的列車 |

## 相鄰車站
東日本旅客鐵道
■東北本線（包括■■仙石東北線）
□特別快速、■快速（紅快速）
通過
■快速（綠快速）、■普通
東仙台－（東仙台信號場）－岩切－陸前山王
■東北本線利府支線（利府線）
岩切－新利府

## 外部連結
- （日語）岩切車站（JR東日本） （页面存档备份，存于）